# Blackbuck-Nationalpark

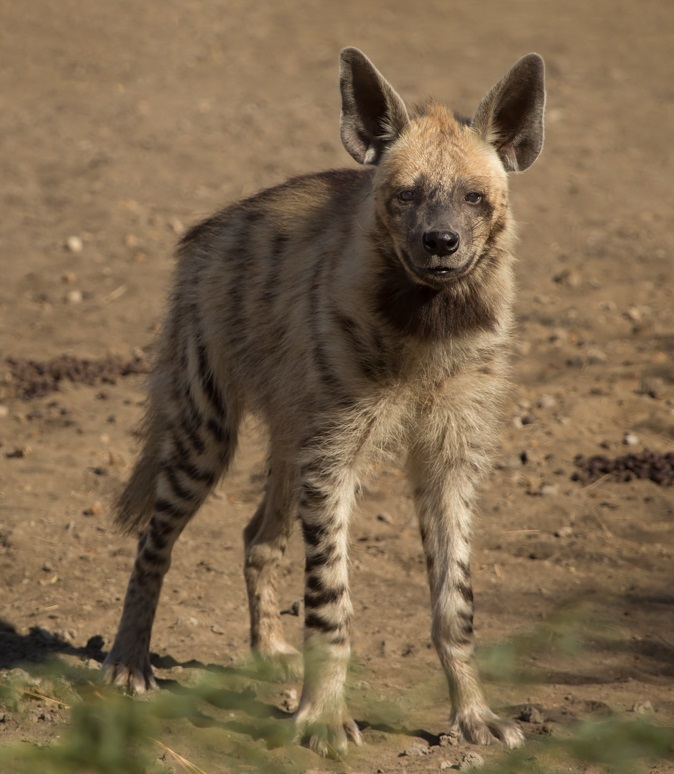
Streifenhyäne

Der Blackbuck-Nationalpark (Gujarati વેળાવદર કાળિયાર રાષ્ટ્રીય ઉદ્યાન IAST Velāvadara kāliyāra rāṣṭrīya udyāna) bei Velavadar, benannt nach dem Blackbuck (engl. für Hirschziegenantilope), ist ein Nationalpark, der vorwiegend zum Schutz dieser Antilopenart gegründet wurde. Er liegt im indischen Bundesstaat Gujarat und umfasst eine Fläche von etwa 34 Quadratkilometern. Die Landschaft ist von flachem, offenem Grasland geprägt.
Im Nationalpark kommt auch der seltene Indische Wolf vor, der sich zu großen Teilen von den Hirschziegenantilopen ernährt. Auf jeden Wolf kommen etwa 140–160 Hirschziegenantilopen, wobei jeder davon im Durchschnitt etwa 30–40 Antilopen pro Jahr erlegt. Der historische Maximalbestand dieser Antilopen im Park lag bei etwa 1700 Tieren, was ungefähr 10 Wölfe ernähren würde. Weitere Arten des Gebietes sind Nilgauantilopen, Rohrkatzen, Goldschakale und Wildschweine. Auch die seltenen Flaggentrappen finden hier noch ein Auskommen.

## Bilder

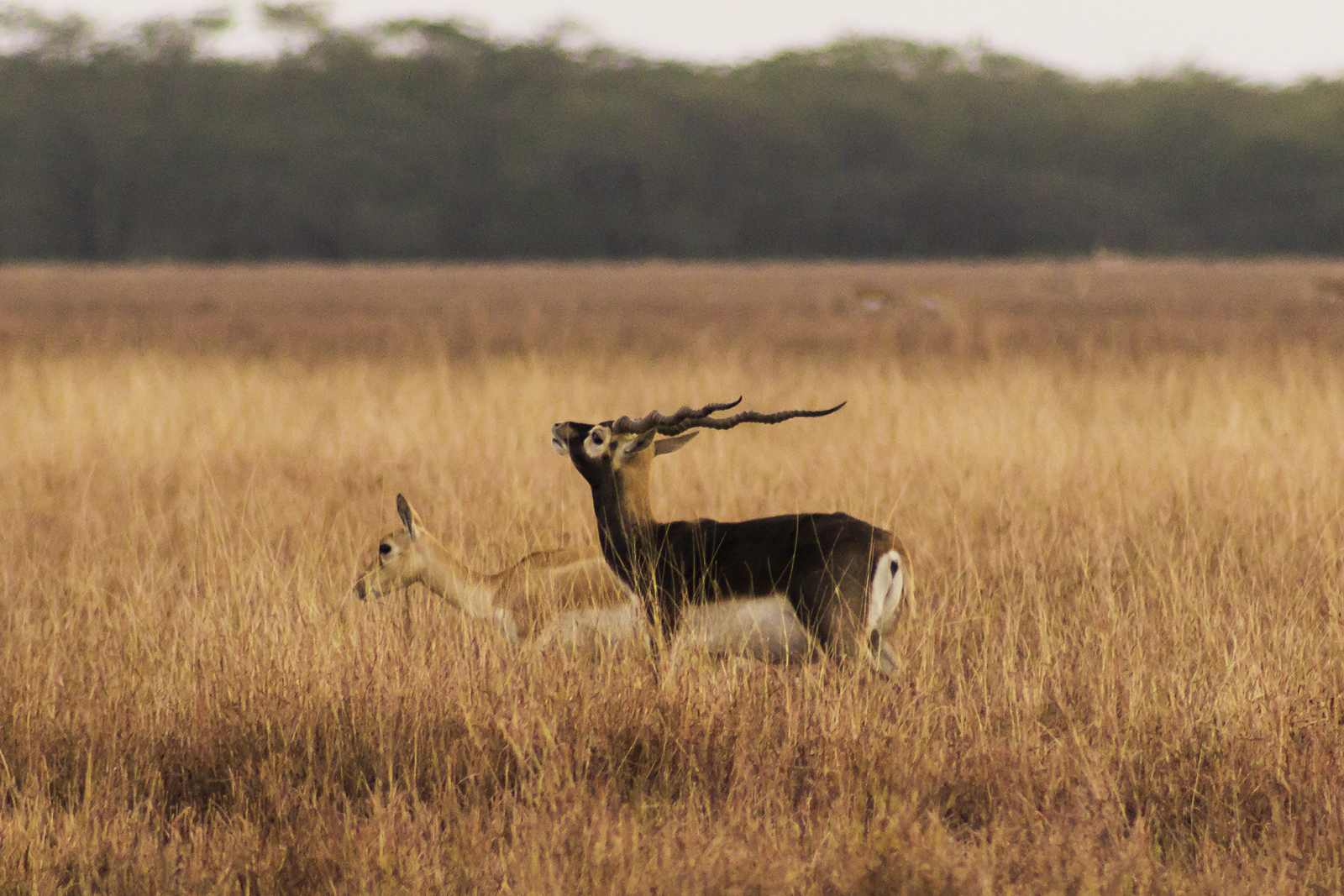
Hirschziegenantilopen (englisch: Blackbuck), die Namensgeber des Parks
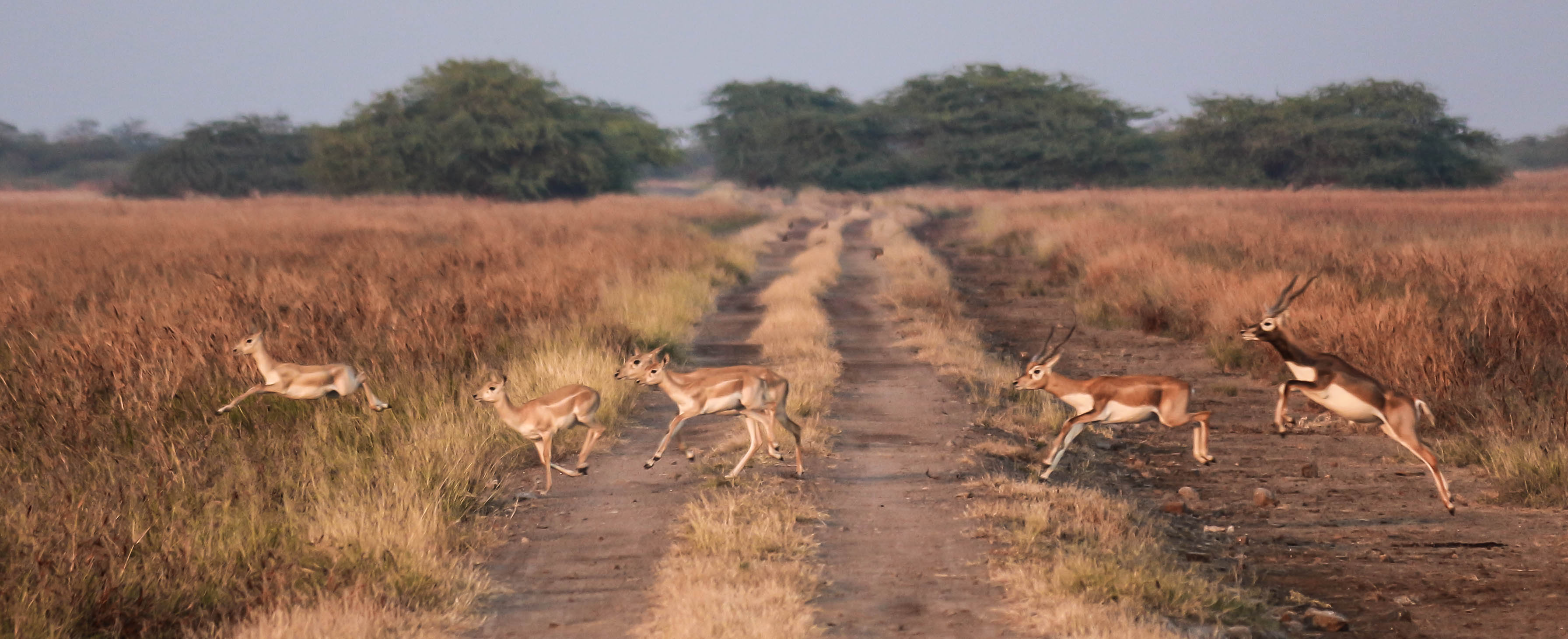
Hirschziegenantilopen überqueren eine Erdstraße im Nationalpark
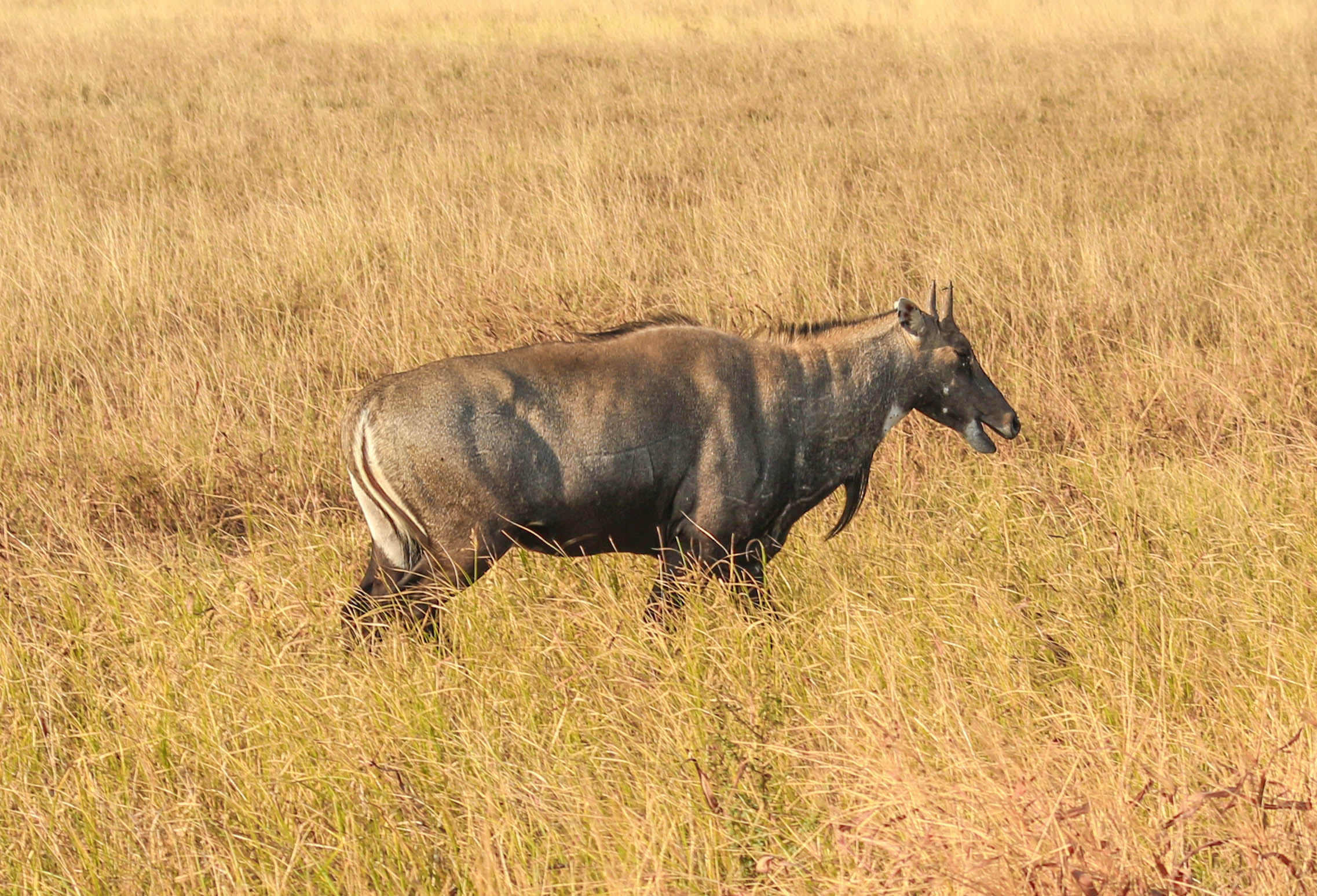
Männliche Nilgauantilope
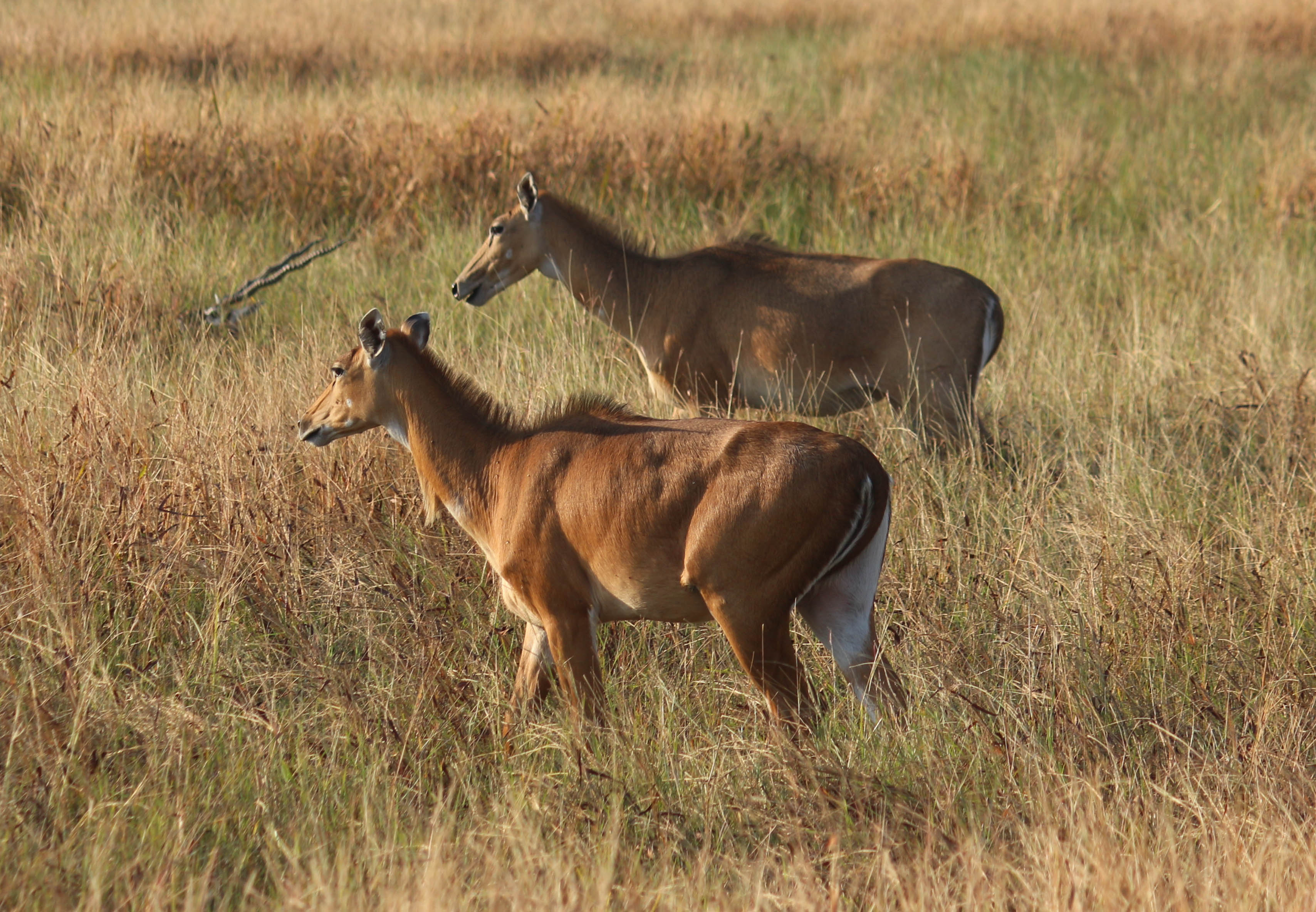
Weibliche Nilgauantilopen
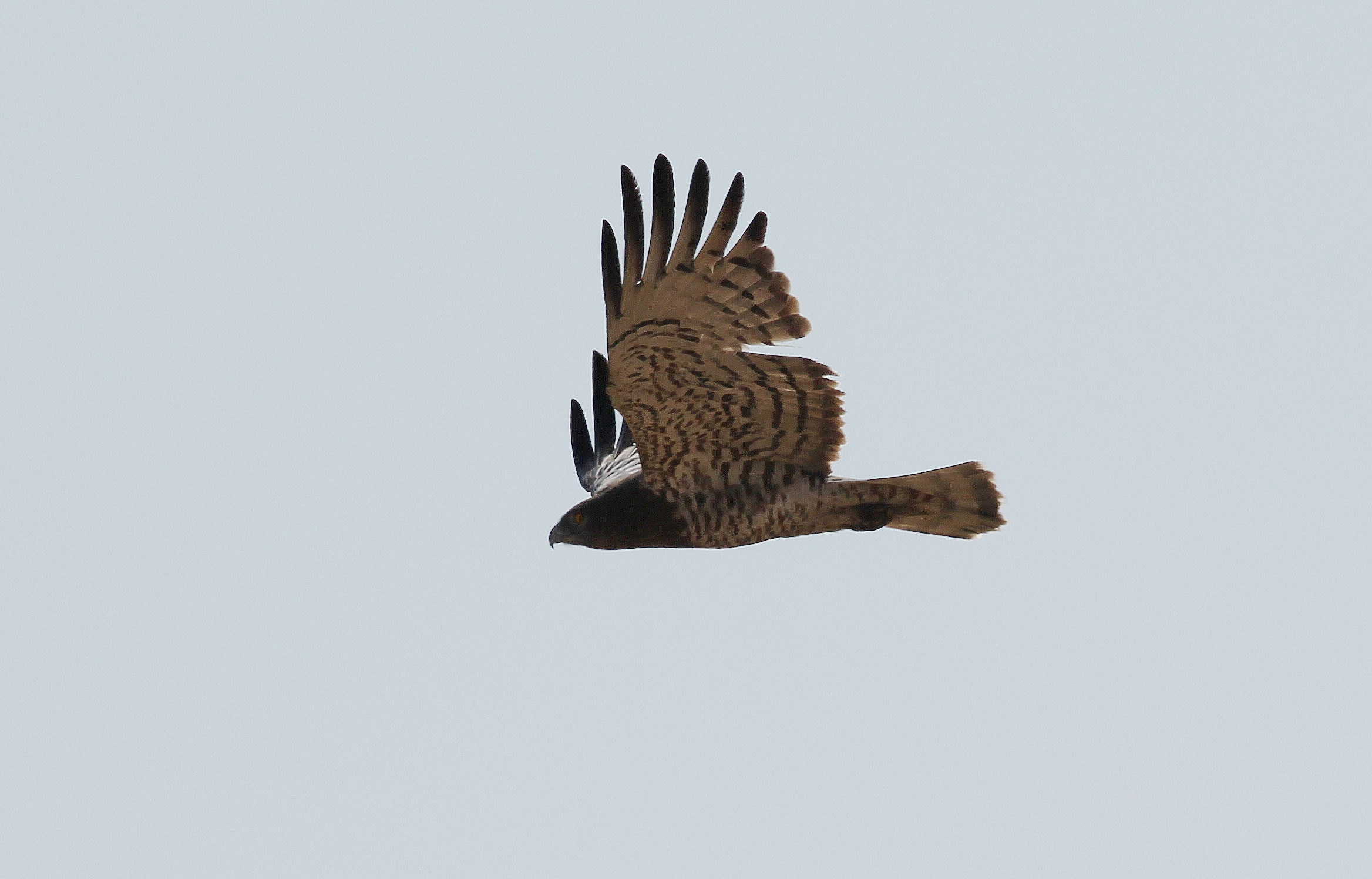
Schlangenadler im Flug